# Nokia C3-00
Nokia C3-00 es un smartphone creado por Nokia. Fue anunciado el 13 de abril de 2010 y el inicio de su venta en España y México se produjo a final de julio del mismo año. Posee modelos en cuatro colores: azul eléctrico, blanco con dorado, rosa, y a principios de 2011, se liberó el color violeta (cabe mencionar que los primeros meses éste teléfono se vendió con una funda de silicona de los colores azul o rosa). Se anunció la liberación de otro modelo en color marrón. 
Su sistema operativo es S40, el sistema operativo propio de la marca. Cuenta con una pantalla de 2,4 pulgadas, un teclado QWERTY completo, una cámara de 2 megapíxeles (1600x1200 píxeles). Dejó de venderse en el año 2015.

## Características

### Diseño y pantalla
El Nokia C3 es el más parecido de la gama a los terminales de la serie empresarial. Se trata de un móvil de tipo barra o monobloque que integra un teclado completo en la mitad inferior del frontal. Su factor de forma es más ancho que los móviles convencionales. Mide 115,5 × 58,1 × 13,6 mm y pesa 114 gramos. Al no ser táctil, los controles se amplían con un pad direccional rodeado de varios botones de menú y acceso directo.
La pantalla del Nokia C3 no es táctil. Se trata de un display LCD transmisivo de 2,36 pulgadas y resolución de 320×240 píxeles.

### Conexiones
El Nokia C3 incluye conectividad 2G bajo EDGE. También  Wi-Fi 802.11 b/g, Bluetooth 2.1 con perfil de audioA2DP y Radio FM para completar la conexión GPRS. Las conexiones físicas incluyen el consabido puerto MicroUSB para datos, y jack de 3,5mm para audio.

### Procesador, memoria y sistema operativo

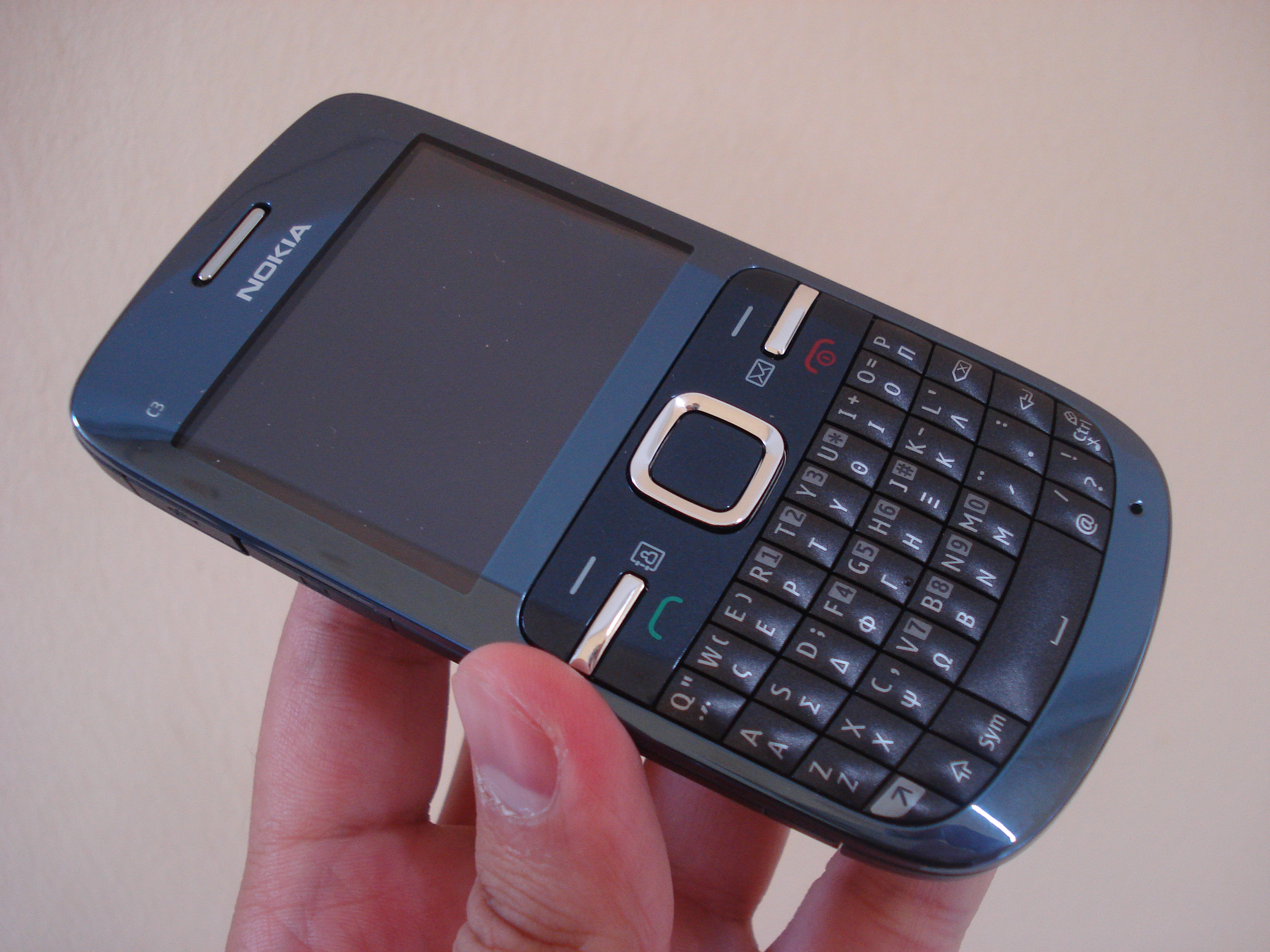

El Nokia C3 lleva instalado el sistema operativo Nokia Series OS S40 5th edition Feature Pack 1, el procesador de 208Mhz del Nokia C3 sólo realiza las tareas básicas del terminal. La memoria interna disponible alcanza 128MB (55MB accesible al usuario), ampliables hasta 8GB mediante el correspondiente puerto para tarjetas MicroSD.
En el apartado de software, el Nokia C3 incluye las aplicaciones Nokia Messaging, Nokia Music Store, Nokia Ovi Store y Nokia Mail. Estas permiten acceder a nuestros mensajes de correo electrónico, Spotify, Googletalk o Skype y las comunidades de chat como WhatsApp, LINE y Wechat de forma rápida, sencilla, y sobre todo sin necesidad de una conexión de alto rendimiento a internet. La parte de redes sociales se ha solventado mediante una aplicación llamada Nokia Comunidades, que ofrece las actualizaciones en la portada del teléfono.
Este teléfono está destinado a un público más joven, pero que requieren llevar sus archivos y navegar por Internet mediante Wi-fi o con su proveedor de servicios; al ser destinado el teléfono a un público juvenil en materia de procesador tiene una respuesta muy rápida, sin embargo, no alcanza la rapidez de un smartphone de gama alta.[cita requerida]

### Cámara y multimedia
La cámara del Nokia C3 ofrece una resolución de sólo 2 megapíxeles (1600 x 1200 en JPG) con zum de cuatro aumentos y grabación de vídeo. El terminal no dispone de cámara secundaria.
El Nokia C3 no se queda atrás en cuanto a reproducción multimedia y comparte la compatibilidad de archivos que exhibe el Nokia C6, un modelo bastante superior en prestaciones. Esta compatibilidad incluye formatos habituales como el MP4, 3Gp, WMM o el H.263 y H.264.

### Autonomía y disponibilidad
Si en algo destaca el Nokia C3 es en su autonomía. De ello se encarga una batería BL-5J de 1320 mAh que ofrece hasta 800~720 horas de uso en espera o 7 horas en conversación.

## Compatibilidad con Nokia Lumia
Desde que Nokia anunciara Lumia se supo que Symbian sería abandonado. Por eso los terminales C3 y Asha 302 y los télefonos S60, X3, Belle y Anna serían recompatibles con Windows Phone 7 y 8 mediante Nokia Suite y Skydrive.

## Los trillizos
Este terminal destaca por su parecido con el Nokia E5 y el Asha 302.

## Especificaciones técnicas
| Característica         | Detalles |
| ---------------------- | --- |
| Estándar               | - 850 / 900 / 1800 / 1900. - GSM / GPRS / EDGE. |
| Dimensiones            | 115,5 mm x 58,1 mm x 13,6 mm. |
| Peso                   | 114 gramos. |
| Memoria                | 128 MB de memoria interna. Ampliable por tarjetas microSD de hasta 16 GB. |
| Pantalla               | - LCD, de 2,36 pulgadas (320×240 píxeles). - 262.164 colores. |
| Cámara                 | - Sensor de 2 MP. - Grabación de vídeo. |
| Multimedia             | - Reproducción de música, vídeo y fotos (formatos compatibles: JPEG / MP3 / AMR / WMA / WMV / AAC / MPEG4 / TXT / GIF / H.263 / 3gp / H.264). - Sintonizador Radio FM. - Soporte Java 64 bits y Flash.                                                         |
| Controles y conexiones | - Sistema operativo S40. - Tecla de llamada/descolgar/aceptar. - Tecla de rechazar/colgar llamadas. - Cable MicroUSB. - Salida de 3,5 mm para auriculares. - Ranura para tarjetas microSD. - Sin cables: Wi-Fi 802.11 b/g y Bluetooth 2.1 con A2DP SIP y VoIP. |
| Autonomía              | - Batería de 1.320 mAh. - En conversación: 7 horas. - En espera: 720~800 horas. |

### Vídeos
- Nokia C3

- Datos: Q3046436
- Multimedia: Nokia C3 / Q3046436